# Ibero Gutiérrez
Ibero Gutiérrez (Montevideo, 23 de septiembre de 1949 - Ib., 28 de febrero de 1972) fue un escritor, artista visual y militante estudiantil uruguayo. Se convirtió en un mártir estudiantil luego de haber sido asesinado por un grupo paramilitar a los 22 años. Su obra fue publicada póstumamente.

## Biografía
Fue un referente de la lucha estudiantil. Como estudiante de derecho militó en la Federación de Estudiantes Universitarios, donde fue delegado, y en la agrupación Avanzada Universitaria. En 1968 fue detenido por primera vez bajo el régimen de medidas prontas de seguridad durante el gobierno de Pacheco Areco.
Más tarde, empezó a cursar en la Facultad de Humanidades y Ciencias, Filosofía y Psicología.
En 1970 cayó preso y se vinculó con integrantes del MLN; luego, pasó a formar parte del Movimiento de Independientes 26 de Marzo. 
Fue preso por ser vinculado a un grupo que pretendía hacer estallar una garrafa de gas cerca de la Residencia presidencial de Suárez y Reyes el día que venía de visita Nelson Rockefeller. Fue liberado a los tres meses por falta de pruebas y posteriormente internado nuevamente por medidas prontas de seguridad, desde el 13 de agosto al 13 de setiembre del mismo año, y del 13 al 27 de marzo de 1971.
A los 18 años obtuvo el Premio Internacional Radio La Habana, que le permitió viajar a Cuba, Madrid y París, donde pudo tomar contacto con activistas del Mayo del 68.
Se lo consideró un adelantado para su época y sus ideas no eran de recibo para la izquierda a la cual él mismo estaba alineado. Adhería a una «contracultura psicodélica». Además, era crítico con el régimen estalinista de la Unión Soviética, discrepando con sus pares de izquierda.

### Como escritor
Entre los 14 y los 16 años escribió un diario personal en dos volúmenes, a los que denominó Libro I y Libro II, dando cuenta de sus intereses artísticos. Entre 1966 y 1971 escribió nueve cuadernos de poesía, seis plaquettes, seis antologías de su obra, un cuaderno de reflexiones literarias y filosóficas, un diario de viaje (por Cuba y Francia), un diario carcelario y piezas breves de teatro.

#### Publicación de su obra
Su obra fue publicada póstumamente en distintas antologías. En 1977 Mario Benedetti incluyó a Ibero en la antología Poesía trunca, que reunía la obra de poetas asesinados en circunstancias de la misma índole en América Latina. A partir de 1987, la obra de Ibero fue estudiada y difundida por los investigadores Luis Bravo y Laura Oreggioni. En 1987 la editorial Arca publicó la antología Prójimo-Lejimo y otros poemas, 1966-1970. En 1992, Buceando lo silvestre y otros poemas. En 2009 se publicó Obra junta, en 2014  La pipa de tinta china: cuadernos carcelarios 1970, libro que contiene textos elaborados en el Penal de Punta Carretas y cartas de la época y en 2017 Mover el antiguo instrumental de la noche: 57 piezas dramáticas o Teatro Completo, primera publicación de las obras dramáticas de Gutiérrez. Estos tres últimos libros fueron publicados por Editorial Estuario, a cargo de Luis Bravo.

## Fallecimiento
Fue hallado muerto el 28 de febrero de 1972 con 13 impactos de bala calibre 18 procedente de distintas armas —por lo menos tres, según el peritaje— en una cuneta en Camino de las Tropas y Camino Melilla, en Montevideo rural. Fue asesinado por el grupo paramilitar identificado como Comando Caza Tupamaros.
Sobre el cuerpo se halló un papel con una anotación que decía: «Vos también pediste ¡perdón! Bala por bala. Muerte por muerte».
Cuando lo mataron, no era conocido como poeta, sino solamente como miembro de la lucha estudiantil.